# Calton Hill
Pour les articles homonymes, voir Calton.
 (janvier 2019).
Si vous disposez d'ouvrages ou d'articles de référence ou si vous connaissez des sites web de qualité traitant du thème abordé ici, merci de compléter l'article en donnant les références utiles à sa vérifiabilité et en les liant à la section « Notes et références ».

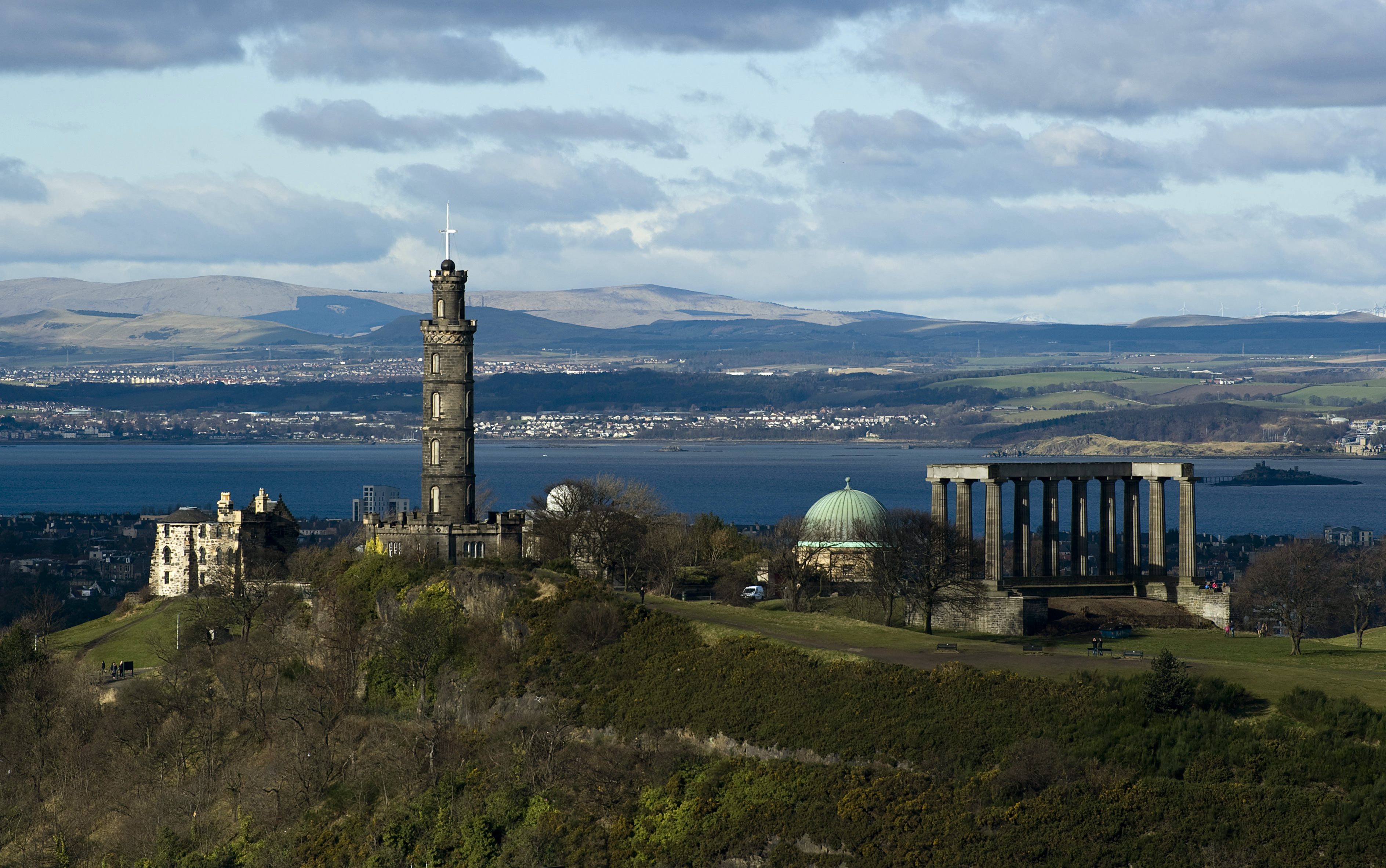
Calton Hill : le Monument national d'Écosse (à droite), avec le Nelson Monument sur la gauche.

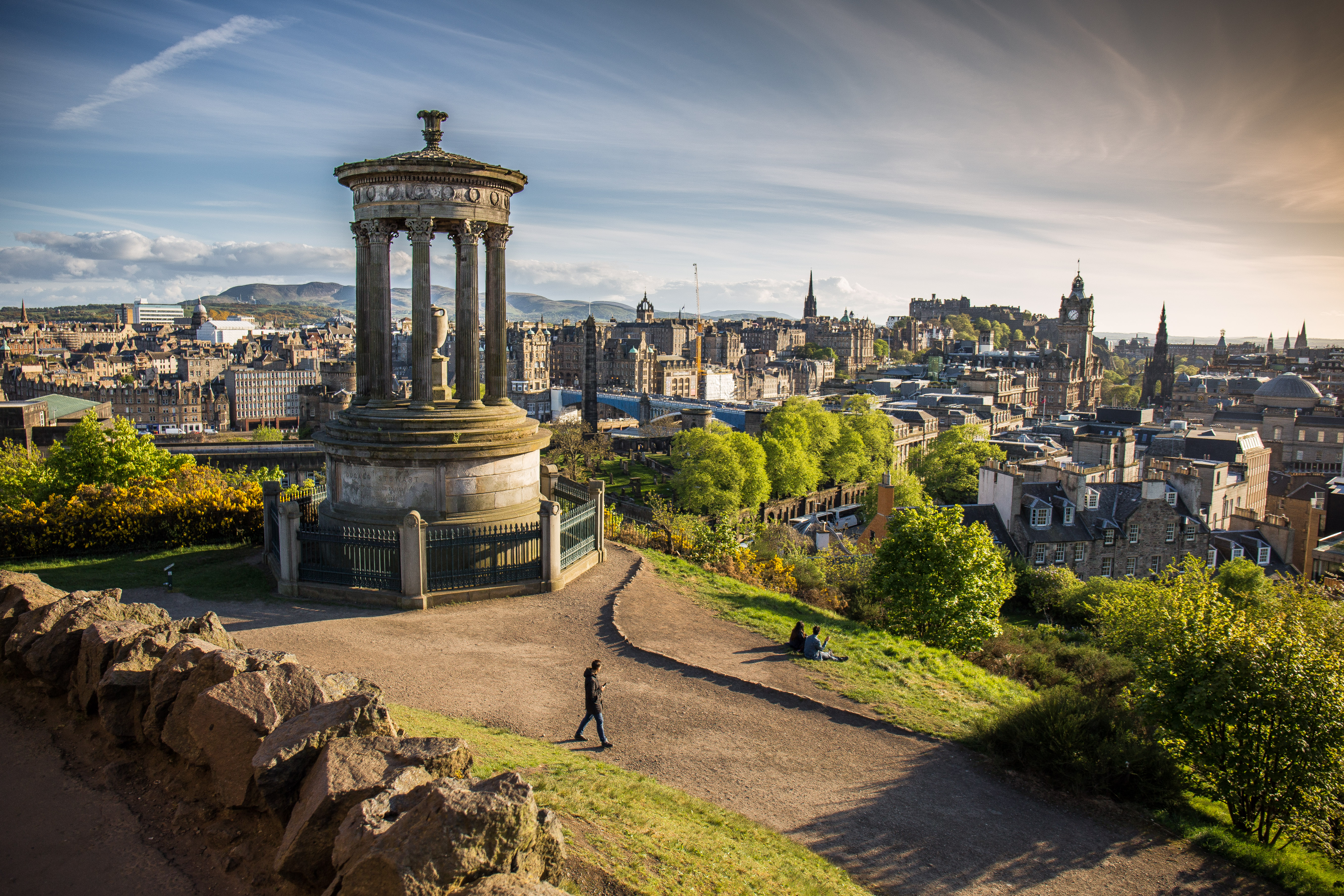
Vue du centre d’Édimbourg depuis Calton Hill

Calton Hill est une colline du centre d'Édimbourg, à l'est de Princes Street, classée au patrimoine mondial de l'Unesco. Son intérêt au sein du patrimoine naturel de l'Écosse lui vaut d'être inscrite au Scottish Natural Heritage. Des fouilles archéologiques ont révélé des traces d'occupation humaine depuis l'Âge du bronze.
Calton Hill accueille aujourd'hui le siège du gouvernement écossais, à St Andrew's House, sur son versant sud, avec le bâtiment du Parlement écossais. Le palais de Holyrood s'étend près du pied de la colline, où se trouvent des édifices tels que le Monument national d'Écosse, le Nelson Monument, l'Old Royal High School, le Robert Burns Monument et le City Observatory.
Sur le versant sud de la colline, un cairn érigé le 10 avril 1998 par le mouvement Democracy for Scotland commémore la Veillée pour le Parlement écossais qui a duré 1980 jours et s'est achevée le 11 septembre 1997. Le monument surmonté d'un brasero incorpore plusieurs pierres liées à d'autres événements historiques, provenant notamment du cottage de Robert Burns à Mauchline, du château de Robert Ier à Lochmaben, du Ben Nevis, de Paris et du camp de concentration d'Auschwitz en Pologne, en mémoire de Jane Haining qui y est morte en 1944,.
C'est sur Calton Hill qu'a lieu chaque année, le 30 avril, le festival gaélique de Beltaine. 
Les vues de la colline sont souvent utilisées dans les photographies et les peintures de la ville.

## Histoire

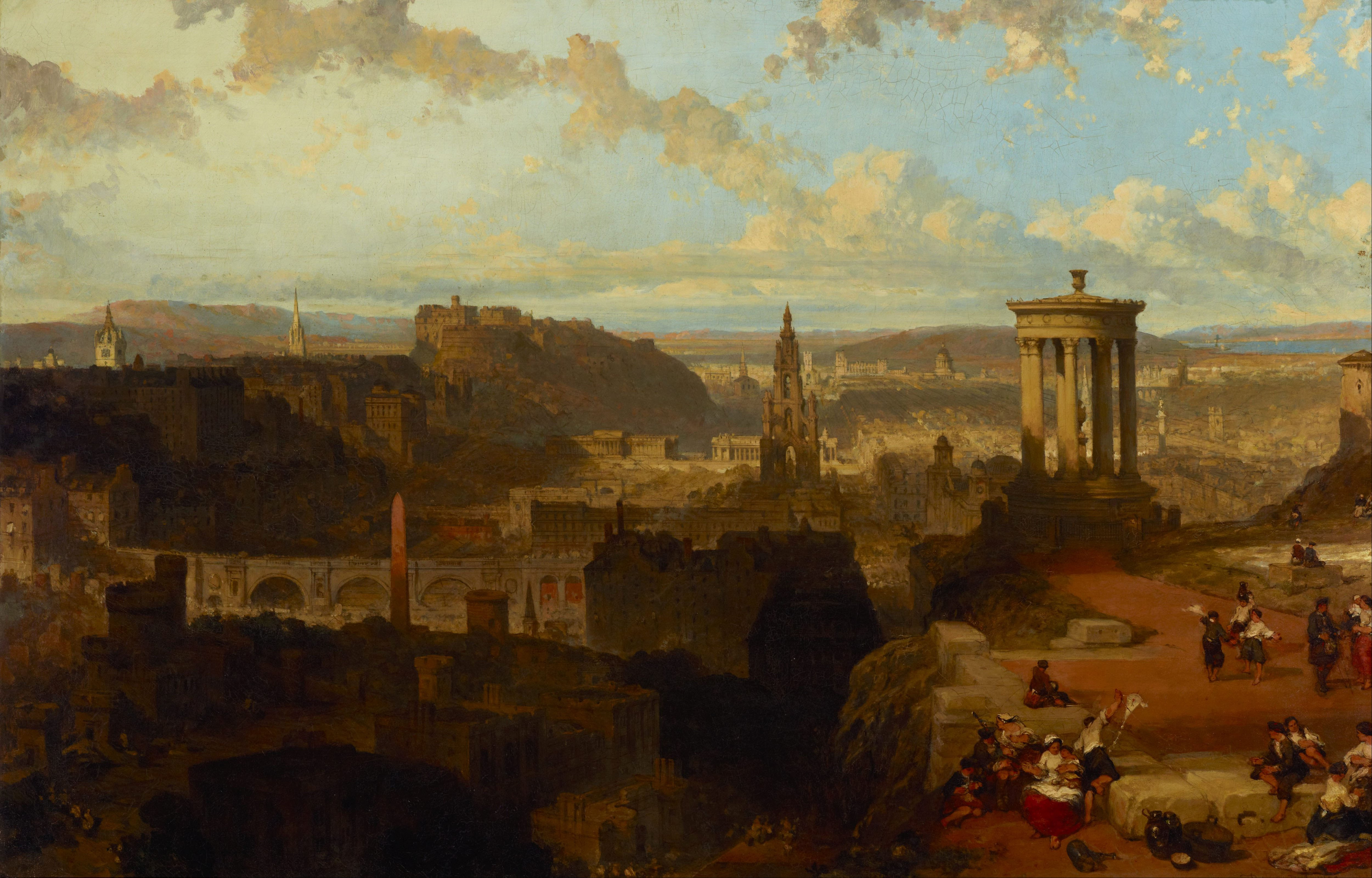
Vue d'Édimbourg depuis Calton Hill par David Roberts.

Le 23 juin 1942, le général de Gaulle a inauguré sur Calton Hill la « Maison de la France libre », devenue depuis lors la résidence du consul général de France à Édimbourg.

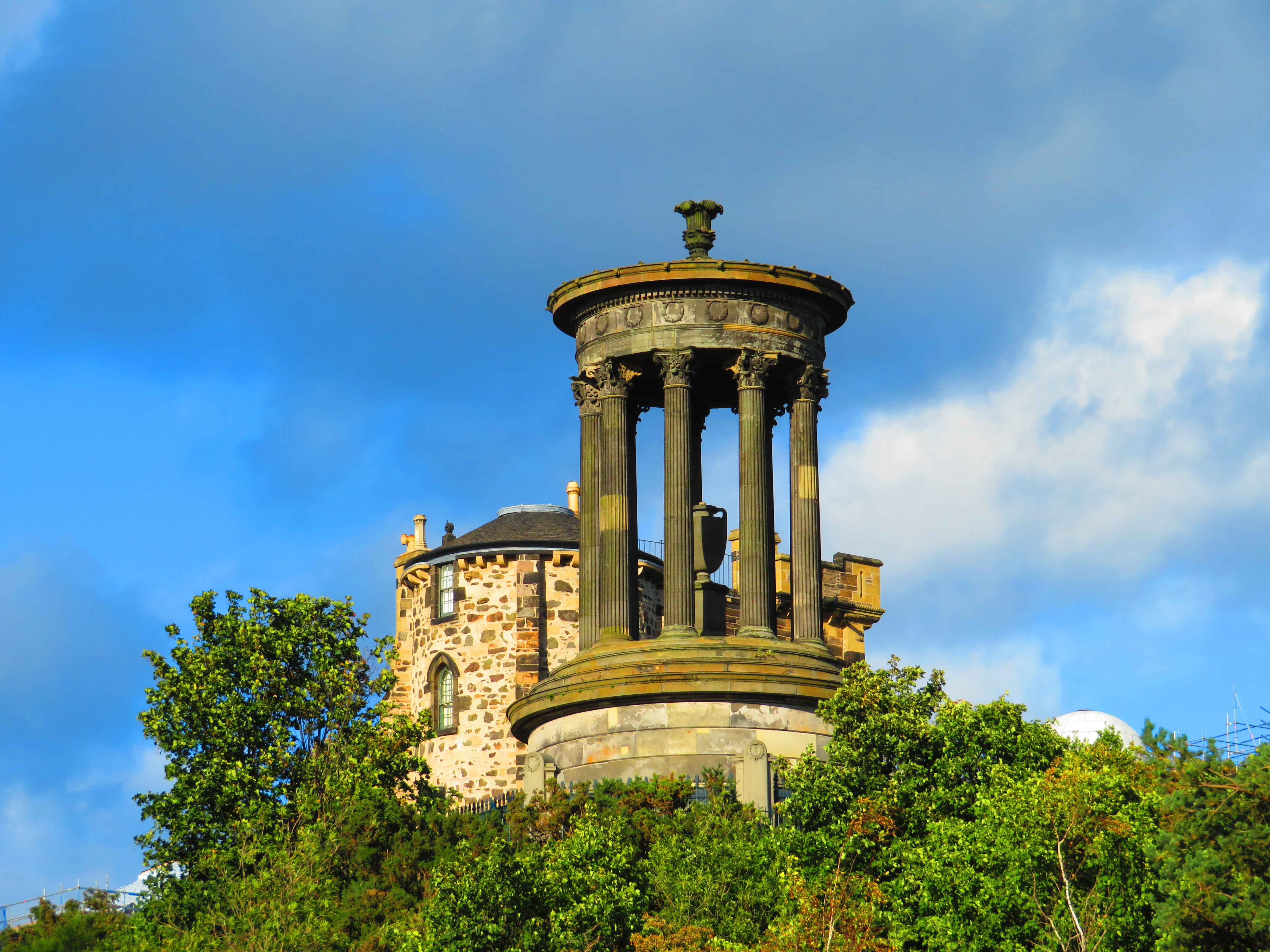
Dugald Stewart Monument
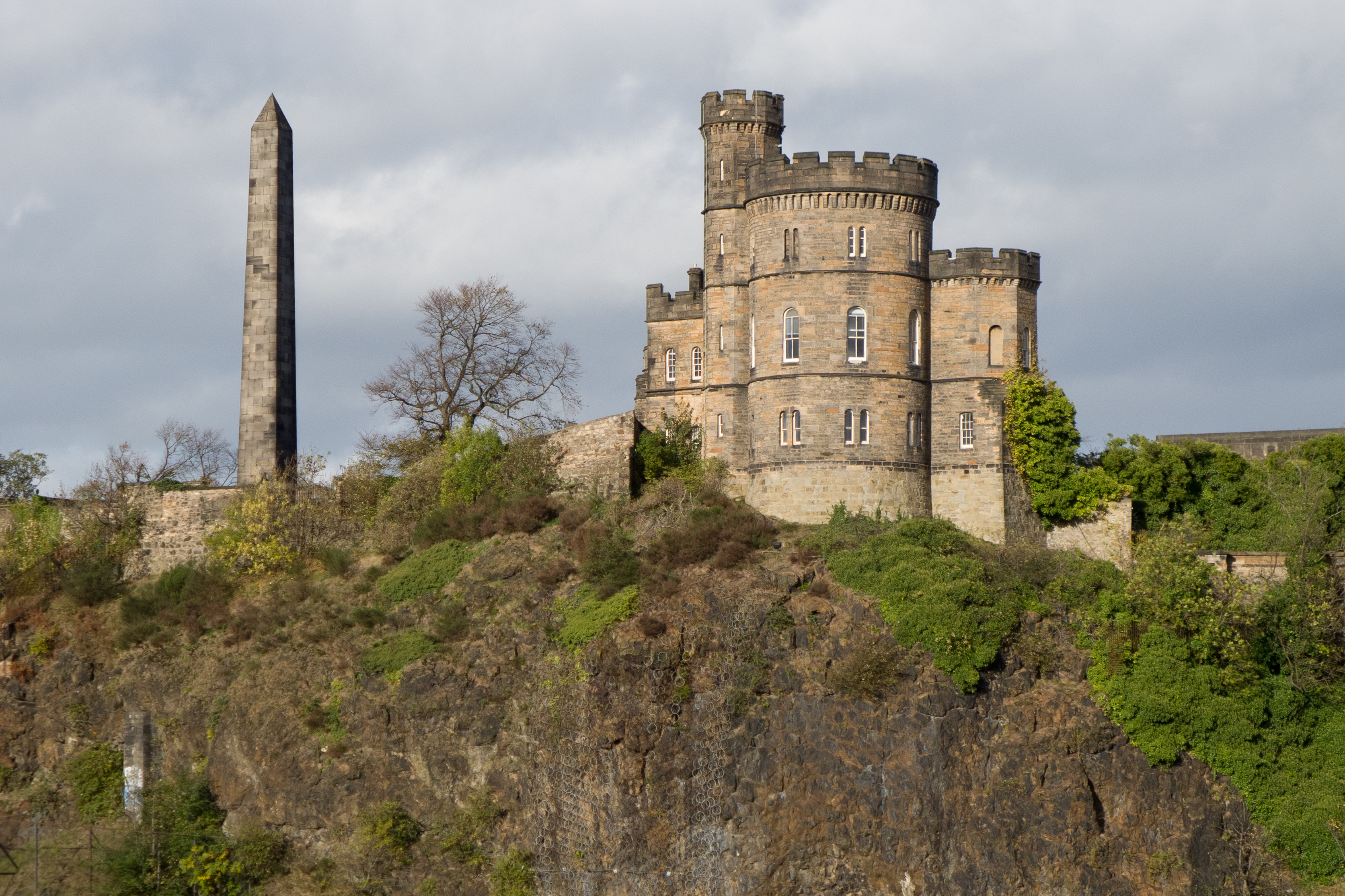
Governor's House, et vieux cimetière d'Old Calton
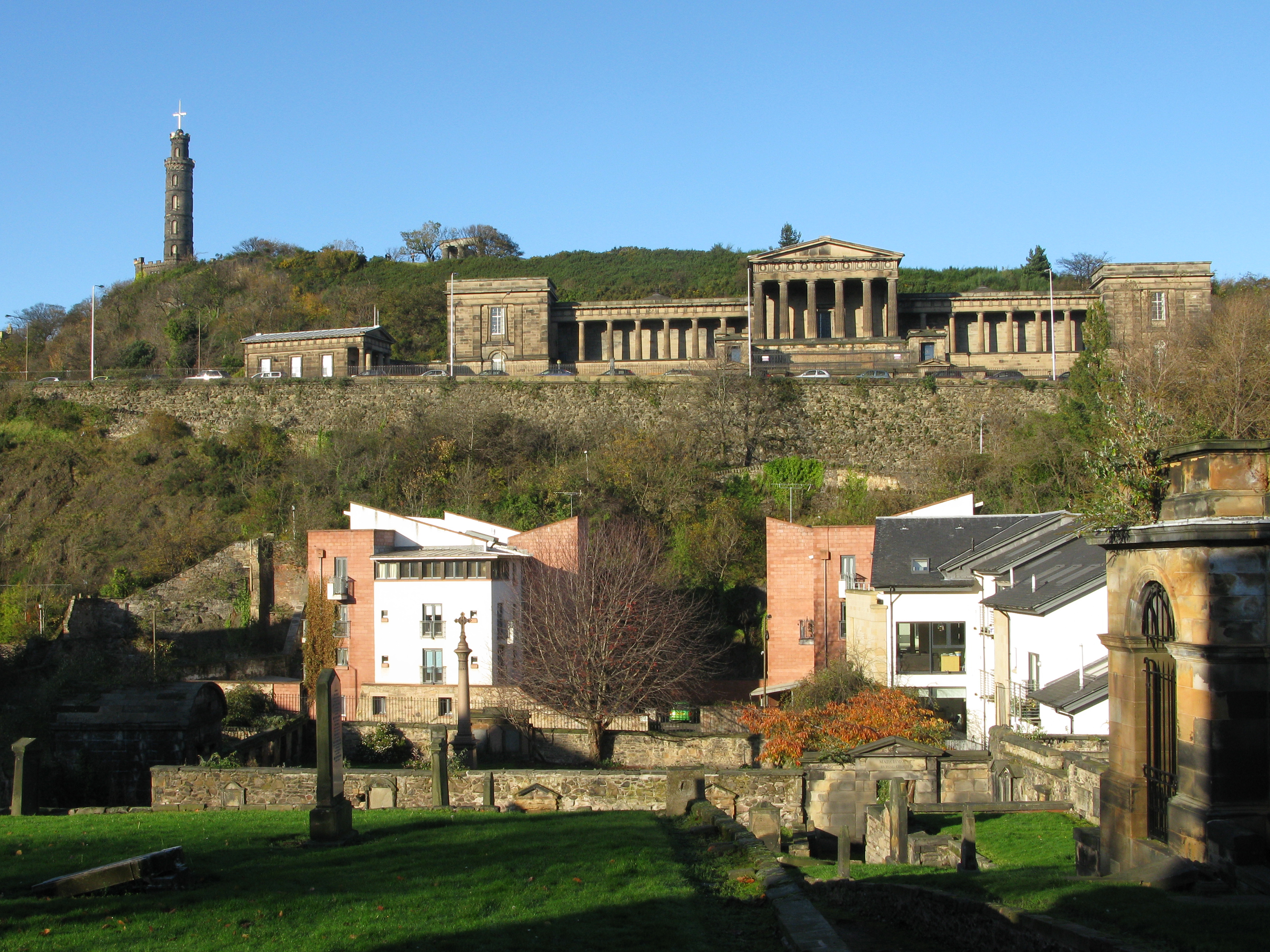
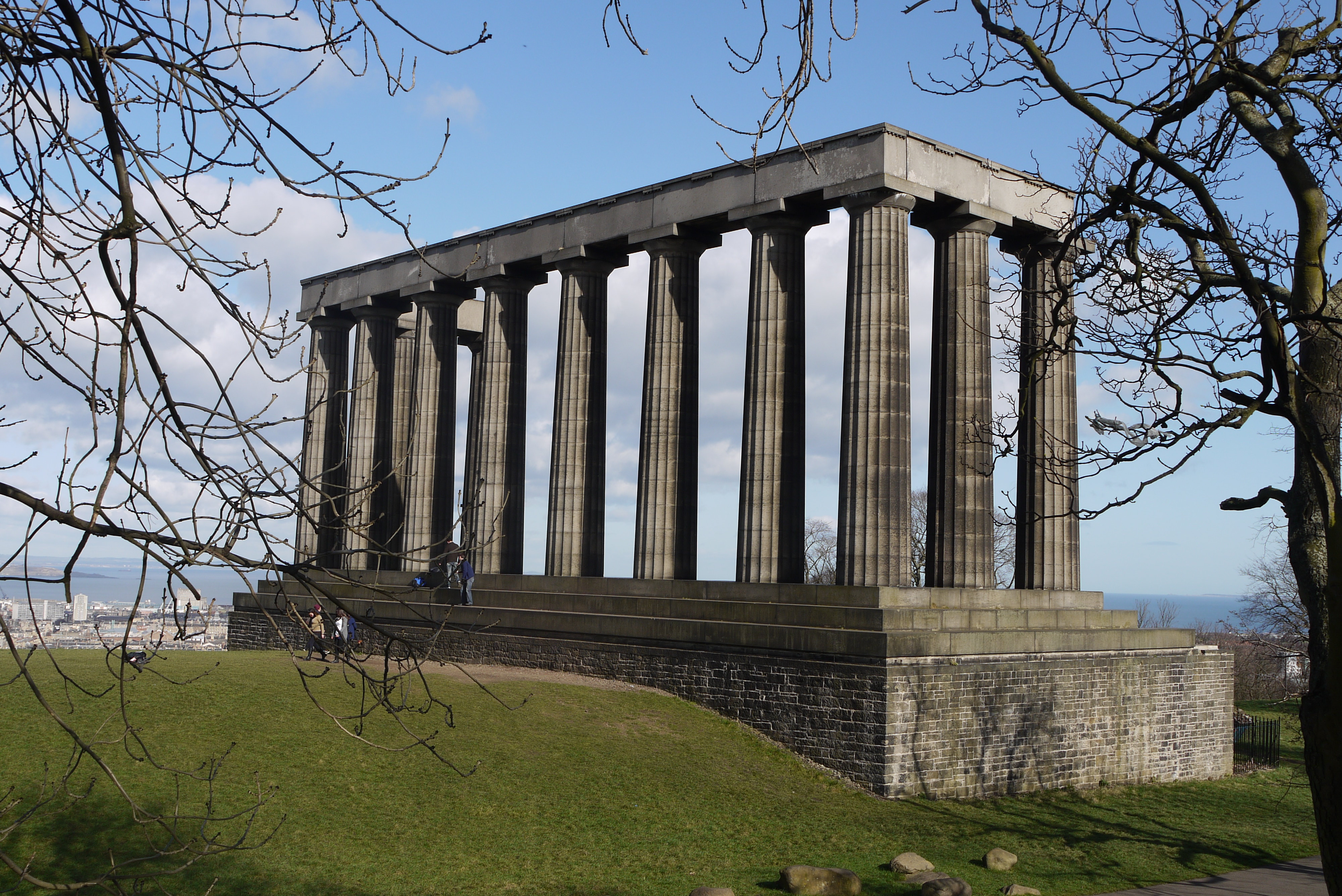
Monument national d'Ecosse
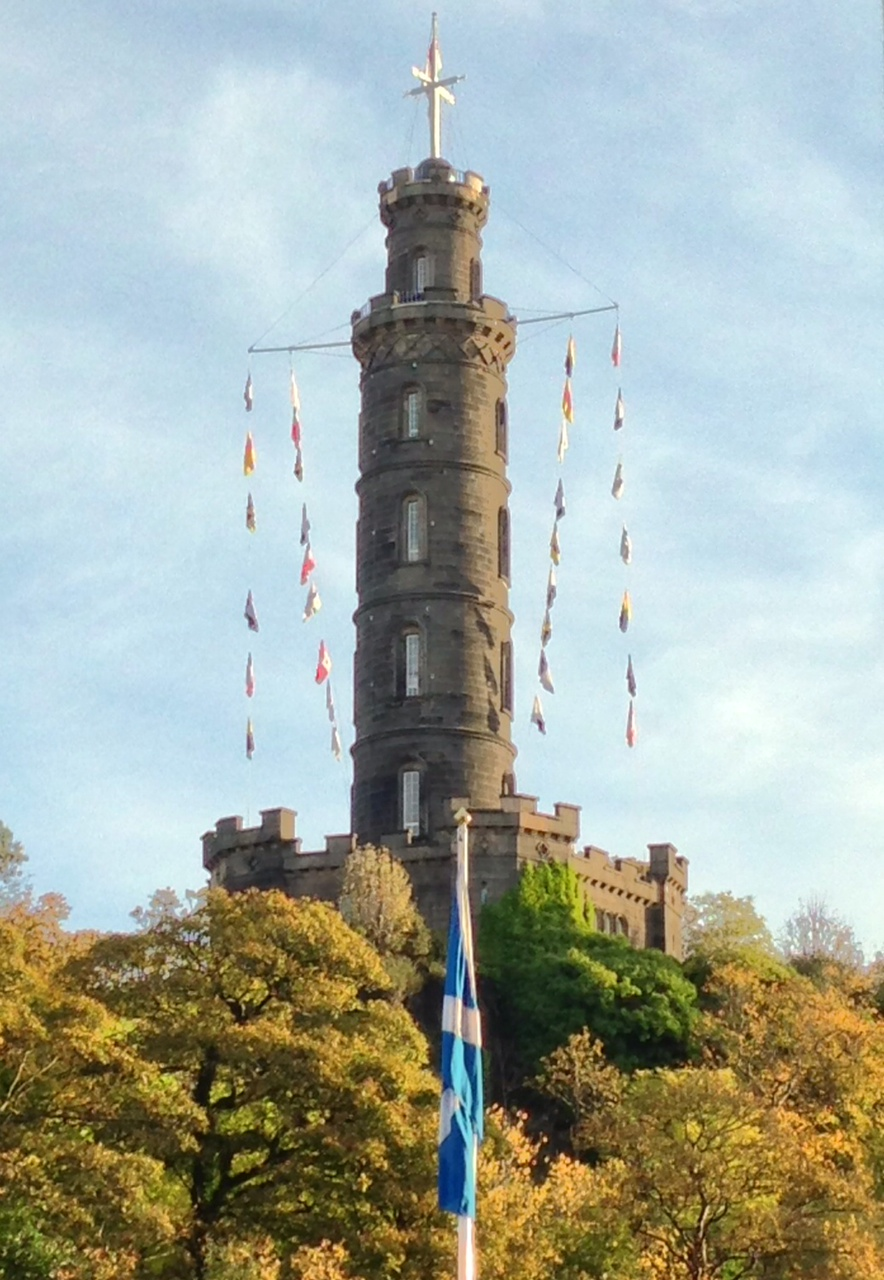
Nelson Monument
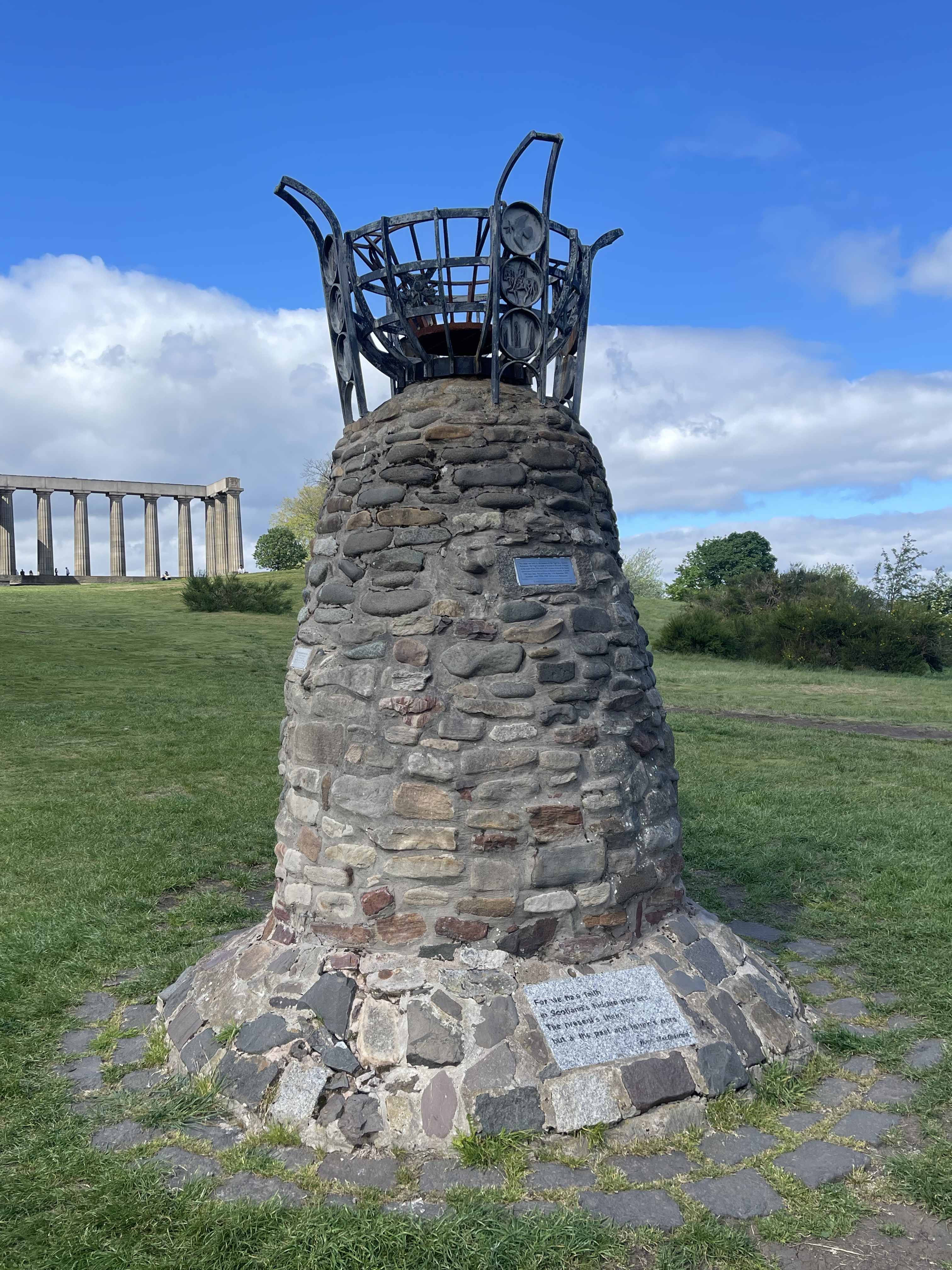
Cairn commémoratif

## Réferences
1. ↑  (en-GB) « Vigil for the Scottish Parliament Monument from The Gazetteer for Scotland », sur www.scottish-places.info (consulté le 4 mai 2025)
2. ↑  (en) « Monument to the Scottish Parliament », sur Atlas Obscura (consulté le 4 mai 2025)